# Francisco A. Barroetaveña
Francisco Antonio Barroetaveña (Gualeguay, 20 de julio de 1856-Buenos Aires, 27 de noviembre de 1933) fue un abogado y político argentino, miembro fundador y único presidente de la Unión Cívica de la Juventud fundada en 1889 y disuelta en 1890 para dar lugar a la creación de la Unión Cívica de la que fue parte y posteriormente también de la Unión Cívica Radical. Cómo reconocido orador y prolífico escritor, de gran capacidad intelectual y dialéctica, son innumerables sus documentos, publicaciones y discursos políticos.
Fue un activo miembro de la masonería, ámbito que compartía con Leandro N. Alem, del que fue hasta su muerte un ferviente seguidor, manteniendo por ende fuertes disputas con su sobrino Hipólito Yrigoyen de quien se decía un tenaz opositor en el seno del radicalismo.
El 20 de agosto de 1889 escribió y publicó en el diario La Nación el artículo titulado "¡Tu quoque juventud! En tropel al éxito". Este artículo, que criticaba la ausencia de principios morales de quienes sostenían y apoyaban al Presidente Miguel Juárez Celman, desató una movilización histórica que condujo meses más tarde al mitin del frontón donde se crea la Unión Cívica de la Juventud.
En sus últimos años alejado de la UCR integró al Partido Demócrata Progresista y en las elecciones de 1931 (con el radicalismo proscrito) fue candidato a presidente por una fracción denominada “Partido Radical Antipersonalista Entrerriano" obteniendo el tercer lugar con tan solo el 11 % de los votos.

## Biografía
Francisco Antonio Barroetaveña nació el 20 de julio de 1856 en la ciudad de Gualeguay, en la provincia de Entre Ríos, siendo hijo del porteño Francisco José Barroetaveña Pinto y de la santafesina María Manuela Cepeda Candioti. Por parte paterna era nieto del vasco Miguel de Barroetaveña, funcionario virreinal en Buenos Aires, y de María de las Nieves Pinto Lobo, hermana del general Manuel Guillermo Pinto, y como él perteneciente a la familia Pinto. Mientras que por parte materna era tataranieto de Francisco Candioti, un importante hacendado y el primer gobernador de Santa Fe. 
Barroetaveña cursó sus estudios en el Colegio del Uruguay y luego en la Facultad de Derecho de la Universidad de Buenos Aires, en la que se recibió como abogado. 
Barroetaveña, siendo un joven abogado, comenzó a participar en política y se hizo conocido en Buenos Aires por su artículo publicado en el diario La Nación el 20 de agosto de 1889, titulado "¡Tu quoque juventud! En tropel al éxito", que sacudió a la opinión pública y a la juventud en particular, donde mostraba su indignación y condenaba la ausencia de principios morales y el apoyo de ciertos jóvenes que apoyaban al entonces presidente Miguel Juárez Celman diciendo: "Esta y aquella adhesión no significan otra cosa que la renuncia a la vida cívica activa de los jóvenes, para desaparecer absorbidos por una voluntad superior que los convierte en meros instrumentos del jefe del Poder Ejecutivo". Dos días después de la publicación de su artículo, un grupo de jóvenes, profundamente inspirados por lo escrito por Barroetaveña, se agruparon en su estudio de abogado para formar una agrupación política. Entre esos jóvenes que participaron de la creación de la nueva agrupación se encontraban: Marcelo T. de Alvear, Emilio Gouchón, Ángel Gallardo, Juan B. Justo, Tomás Le Bretón y muchos otros. 

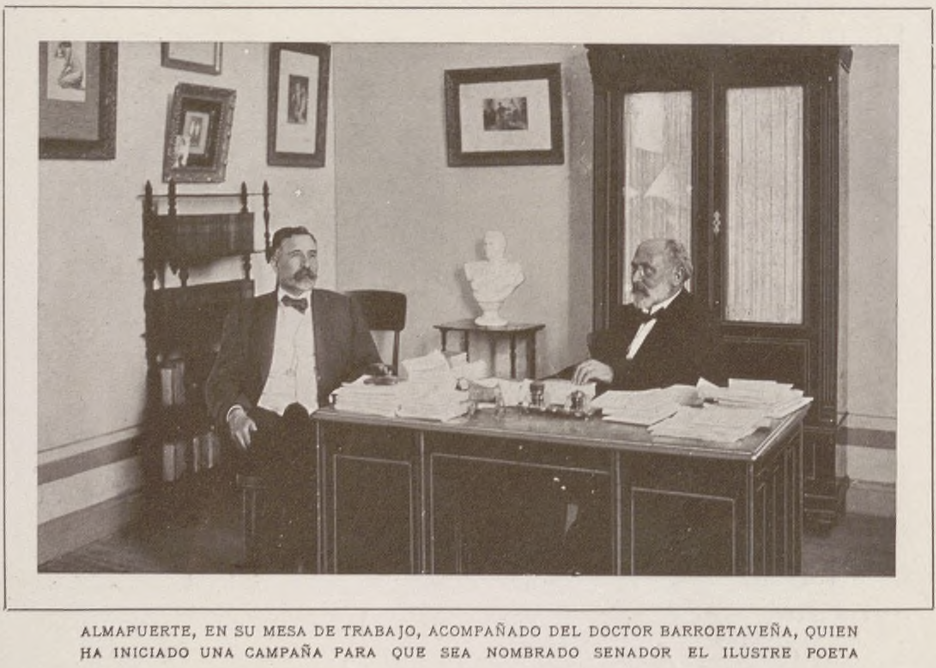
Barroetaveña junto al poeta Almafuerte en 1916.

Desde ese día, las adhesiones a la nueva agrupación política habían crecido de tal manera que Barroetaveña y los jóvenes deciden realizar un acto político en el Jardín Florida, que tendría lugar el 1 de septiembre de 1889. Se nombró una comisión para enviar invitaciones a asistir a los principales hombres de la oposición. Por esa vía se invitó a concurrir a Bartolomé Mitre, Aristóbulo del Valle, Leandro Alem, Vicente F. López, Pedro Goyena, Delfín Gallo, Torcuato de Alvear y Bernardo de Irigoyen, todos hombres que habían demostrado una fuerte oposición al juarismo. El acto político en el Jardín Florida fue un éxito y atrajo a más de 3000 personas y la presencia de las principales personalidades de la oposición, se constituyó la Unión Cívica de la Juventud y se aprobó su programa, con el fin de aglutinar al amplio espectro de opositores al gobierno de Miguel Juárez Celman, sostenido por el oficialista Partido Autonomista Nacional. Una vez terminado el mitin, la concurrencia se lanzó a la calle y desfilo hasta la plaza de mayo, recibiendo en el trayecto flores y aplausos por parte de la gente desde las aceras y los balcones. Las flores fueron depositadas en la estatua de Belgrano y allí Alberto V. López pronunció el último discurso del día.
Dentro de la UCR apoyó a Leandro Alem y Marcelo T. de Alvear y se opuso tenazmente a Hipólito Yrigoyen.
Se separó de la UCR y se integró al Partido Demócrata Progresista llegando a ser candidato a presidente de la Nación en 1931 por la fracción entrerriana del Radicalismo Antipersonalista.
Fue un activo miembro de la masonería argentina.